# Blooming Valley
Blooming Valley est un borough situé au centre du comté de Crawford, en Pennsylvanie, aux États-Unis,. En 2010, il comptait une population de 337 habitants.

## Démographie
Lors du recensement de 2010, le borough comptait une population de 337 habitants. Elle est estimée, en 2019, à 342 habitants.

### Source de la traduction
- (en) Cet article est partiellement ou en totalité issu de l’article de Wikipédia en anglais intitulé « Blooming Valley, Pennsylvania » (voir la liste des auteurs).